# Spiętrzenie statyczne
Spiętrzenie statyczne – parametr pracy sprężarki wyrażający się różnicą pomiędzy ciśnieniem tłocznym i ssawnym.
{\displaystyle \Delta p=p_{t}-p_{s},}
gdzie:
{\displaystyle p_{t}} – ciśnie tłoczne,
{\displaystyle p_{s}} – ciśnienie ssawne.